# Nederlandse kampioenschappen marathonschaatsen op natuurijs 1997
De negende editie van het Nederlandse kampioenschappen marathonschaatsen op natuurijs 1997 werden op 30 december 1996 verreden op de Ankeveense Plassen in Noord-Holland. De omloop was vijf kilometer lang en werd door de mannen twintigmaal genomen.

## Mannen

### Wedstrijdverloop
De wedstrijd werd vroeg geopend door Ruud Borst. Hij kreeg Bert Verduin en Jan Eise Kromkamp mee, terwijl de achtervolgers, regerend kampioen Yep Kramer, Lammert Huitema, Henk Angenent, Arnold Stam en René Ruitenberg naar elkaar bleven kijken. Het verschil bleef hierdoor stabiel rond de twee minuten.
Met nog zeventig kilometer te gaan moest Jan Eise Kromkamp lossen, en bleven Bert Verduin en Ruud Borst alleen over. Ze reden door en konden mede door de verdeeldheid bij het achtervolgende peloton de eindstreep halen. Verduin, die tot een halve ronde voor het einde al het kopwerk deed, zag zijn werklust beloond: Borst kreeg een paar honderd meter voor de finish kramp, en Verduin sprintte naar de Nederlandse titel.

### Uitslag
| Rang | Schaatser       | Tijd |
| ---- | --------------- | ---- |
| 1    | Bert Verduin    | ?    |
| 2    | Ruud Borst      | + 1" |
| 3    | Henk Angenent   | ?    |
| 4    | Hans Pieterse   | ?    |
| 5    | Lammert Huitema | ?    |

## Vrouwen

### Wedstrijdverloop
Enkele ronden voor het einde wisten Jenita Smit en Klasina Seinstra weg te komen bij het peloton. Het was vooral Seinstra die het kopwerk deed. Smit nam de kop pas op het laatste rechte stuk over en sprintte naar de titel.

### Uitslag
| Rang | Schaatsster      | Tijd |
| ---- | ---------------- | ---- |
| 1    | Jenita Smit      | ?    |
| 2    | Klasina Seinstra | z.t. |
| 3    | Gretha Smit      | ?    |
| 4    | Janneke Dickhout | ?    |
| 5    | Boukje Bron      | ?    |